# Oskar Grossmann
Oskar Grossmann, Pseudonym Alexander Schönau (* 6. Februar 1903 in Teplitz-Schönau; † 1944 in Lyon verschollen) war ein österreichischer Journalist, Parteifunktionär (KPÖ) und Widerstandskämpfer gegen den Nationalsozialismus.

## Leben
Grossmann gehörte dem Kommunistischen Jugendverband Österreichs(KJVÖ) an und stieg dort als Mitglied der Wiener Leitung in den Führungszirkel auf. Hauptberuflich war Grossmann zunächst als Postangestellter tätig. Später schloss er sich der KPÖ an und wurde Anfang der 1930er Jahre gewähltes Mitglied des Zentralkomitees der KPÖ sowie Redakteur bei dem Parteiblatt Rote Fahne. Grossmann publizierte Artikel in den kommunistischen Zeitschriften Weg und Ziel, Basler Rundschau und Kommunistische Internationale. Von Juni 1932 bis November 1935 gehörte er als österreichischer Vertreter dem Exekutivkomitee der Kommunistischen Internationale an und war Delegierter auf dem 7. Weltkongress der Komintern. Während des bewaffneten Aufstandes Mitte Februar 1934 gegen den austrofaschistischen Ständestaat unter Engelbert Dollfuß publizierte Grossmann mit dem Pseudonym Alexander Schönau über die Ereignisse.
Grossmann flüchtete sich 1934 in die Tschechoslowakei. Nach der Zerschlagung der Rest-Tschechei wich Grossmann mit der Exil-Parteileitung der KPÖ nach Paris aus, wo er auch nach der Besetzung Frankreichs durch die Wehrmacht illegal tätig blieb. Grossmann wurde Chefredakteur der Exilzeitschrift der österreichischen Kommunisten Nouvelles d´Autriche. Danach wurde er politischer Leiter der österreichischen Widerstandskämpfer in Südfrankreich. Dort schrieb er für die illegal vertriebene Zeitschrift Soldat am Mittelmeer, die als antifaschistische Agitation für Soldaten der Wehrmacht bestimmt war. Diese österreichische Widerstandsgruppe war auch in Sabotageakte verwickelt. Grossmann, der den Tarnnamen Lucien führte, wurde am Abend des 27. Mai 1944 durch eine Bombenexplosion in einem Vorort von Lyon schwer verletzt und erblindete. Grossmann hatte sich zufällig in der Nähe des Anschlags aufgehalten, der Wehrmachtssoldaten galt. Durch Gestapoangehörige wurde Grossmann in ein Hospital verbracht. Befreiungsversuche von Angehörigen seiner Widerstandsgruppe blieben erfolglos. Die Gestapo konnte bald Grossmanns Identität ermitteln und nahm ihn vier Wochen nach dem Anschlag in Gewahrsam. Seitdem gilt er als verschollen, wahrscheinlich wurde Grossmann nach Verhören durch Gestapoangehörige ermordet oder starb an den Misshandlungen.
Grossmanns Name ist auf der Gedenktafel für die zwölf durch die Nationalsozialisten ermordeten Zentralkomiteemitglieder der KPÖ aufgeführt, die sich heute im Haus der KPÖ Wien 10 (Wielandschule) befindet. In Wien 20 (Denisgasse 39–41, Pappenheimgasse 4) trägt seit 1949 eine 1925/1926 fertiggestellte Wohnanlage zu seinem Gedenken den Namen Grossmannhof. In Steyr ist eine Straße nach ihm benannt.